# Опитний (Бузулуцький район)
О́питний (рос. Опытный) — селище у складі Бузулуцького району Оренбурзької області, Росія.

## Населення
Населення — 57 осіб (2010; 72 у 2002).
Національний склад (станом на 2002 рік):
- росіяни — 99 %